# Cypripedium himalaicum
Cypripedium himalaicum — вид многолетних травянистых растений секции Macrantha рода Башмачок (Cypripedium), семейства орхидных (Orchidaceae). 
Относится к числу охраняемых видов (II приложение CITES).
Китайское название: кит. упр. 高山杓兰, пиньинь gao shan shao lan.

## Ботаническое описание
Растения 25—28 см высотой, с относительно тонким корневищем. Стебель прямостоячий, с редкими волосками, с несколькими оболочками у основания и тремя листьями выше. 
Листовая пластинка продолговато-эллиптическая до широко-эллиптической, 5—10 × 2,5—4 см, обе поверхности голые или слегка волосистые, реснитчатые, апекс острый. 
Соцветие верхушечное, с 1 цветком; цветоножка более-менее опушённая, особенно в верхней части; прицветники листовидные, узко-эллиптические, узко-эллиптическо-ланцетные, 3—5 × 0,6—1,2 см.
Цветки ароматные, беловатые или зеленовато-жёлтые, густо отмечены пурпурно-коричневыми продольными полосками. Спинные чашелистики широко-эллиптические или широко-яйцевидные, 2,4—2,7 × 1,8—2,1 см, слегка вогнутые, апекс острый; парус узко-продолговатый или продолговато-ланцетный, 1,8—2,2 × 1,1—1,2 см, вогнутый, вершина неглубоко 2-лопастная. Лепестки узко-продолговатые или линейно-ланцетные, 2,3—3,4 × 0,6—0,7 см; губа глубоко сумчатая, 2,3—2,8 см, с маленьким отверстием и зубчатым краем вокруг него. Стаминодий широкояйцевидный, сердцевидный, примерно 7 × 5—6 мм. 
2n = 20.
Цветение в июне—июле.

## Распространение
Гималаи (Китай (Тибет), Бутан, северная Индия (Ладакх, Сикким, Уттар-Прадеш), Непал). Разреженные леса, поляны, открытые каменистые склоны; 3000—4000 м над уровнем моря. Образует ассоциации с Danthonia cachemyriana, Aconitum heterophyllum.

## В культуре
Наряду с Cypripedium cordigerum, многие тысячи Cypripedium himalaicum были вывезены из природы в течение последних 40 или более лет, и лишь немногие, если таковые имеются, сохранились и по сей день. Некоторое количество незаконно вывезенных из природы растений время от времени предлагаются к продаже в Европе. Некоторые из них оказались формами Cypripedium tibeticum.
Зоны морозостойкости: 4—6.
Рекомендуется посадка в местах с очень хорошим дренажом. Почва с высоким содержанием извести. Грунт — практически сплошной известняковый отсев. Очень плохо относится к избытку влаги и это основная причина его выпада в сырое время года. Вид относительно светолюбив.

## Грексы
По данным The International Orchid Register на декабрь 2016 года. 
- Cypripedium Antonin Binovess H.Pinkepank, 2015 = (Cypripedium himalaicum × Cypripedium cordigerum)

## Классификация

### Таксономия
Вид Cypripedium himalaicum входит в род Башмачок (Cypripedium) семейства Орхидные (Orchidaceae) порядка Спаржецветные (Asparagales).
|  |                                      |  |                                                             |                                                             |                    |  | ещё 24 семейства (согласно Системе APG II) | ещё 24 семейства (согласно Системе APG II) |                            |  |  |  | ещё около 45 видов |
|  |                                      |  |                                                             |                                                             |                    |  | ещё 24 семейства (согласно Системе APG II) | ещё 24 семейства (согласно Системе APG II) |                            |  |  |  | ещё около 45 видов |
|  |                                      |  |                                                             | порядок Спаржецветные                                       |                    |  |                                            |                                            | род Башмачок               |  |  |  |                    |
|  |                                      |  |                                                             | порядок Спаржецветные                                       |                    |  |                                            |                                            | род Башмачок               |  |  |  |                    |
|  | отдел Цветковые, или Покрытосеменные |  |                                                             |                                                             | семейство Орхидные |  |                                            |                                            | вид Cypripedium himalaicum |  |  |  |                    |
|  | отдел Цветковые, или Покрытосеменные |  |                                                             |                                                             | семейство Орхидные |  |                                            |                                            |                            |  |  |  |                    |
|  |                                      |  | ещё 44 порядка цветковых растений (согласно Системе APG II) | ещё 44 порядка цветковых растений (согласно Системе APG II) |                    |  |                                            | ещё около 880 родов                        | ещё около 880 родов        |  |  |  |                    |
|  |                                      |  |                                                             | ещё 44 порядка цветковых растений (согласно Системе APG II) |                    |  |                                            |                                            | ещё около 880 родов        |  |  |  |                    |